# 대전대양초등학교
대전대양초등학교는 대한민국 대전광역시 대덕구에 있는 공립 초등학교이다.

## 학교 연혁
- 1996년 9월 11일 대전대양초등학교 설립인가
- 1998년 9월 1일 21학급(780명) 편성 인가
- 1998년 9월 14일 교사 준공(교실 39, 특별실 12)
- 1998년 10월 2일을 법정 개교기념일로 지정
- 1999년 3월 1일 27학급 편성(1,050명)
- 2001년 3월 1일 시지정 독서교육 시범학교(2년)
- 2003년 3월 1일 39학급(특수1학급 포함) 편성
- 2003년 3월 1일 시지정 영재교육 연구학교(2년)
- 2006년 3월 1일 39학급(특수1학급 포함) 편성
- 2006년 9월 1일 교육부지정 초등영어 연구학교(2년)
- 2007년 3월 1일 37학급(특수1학급 포함) 편성
- 2007년 4월 9일 새솔관 준공(다목적 강당, 식당)
- 2008년 2월 14일 지혜의 샘 준공(도서관)
- 2008년 3월 1일 34학급(특수1학급 포함) 편성
- 2009년 3월 1일 33학급(특수1학급 포함) 편성
- 2009년 3월 1일 시지정 교과용도서개발 연구학교(1년)
- 2010년 3월 1일 32학급(특수1학급 포함) 편성
- 2010년 3월 1일 시지정 사교육 없는 학교 연구학교(1년)
- 2015년 3월 1일 31학급(특수2학급 포함)편성

## 참고 자료
- 대전대양초등학교 - 한국교육학술정보원 학교알리미